# Weingarten (Renania-Palatinado)
Weingarten (pronunciación en alemán: /ˈvaɪ̯nˌɡaʁtn̩/ⓘ) es un municipio situado en el distrito de Germersheim, en el estado federado de Renania-Palatinado (Alemania). Su población estimada a finales de 2016 era de 1767 habitantes.
Se encuentra ubicado al sur del estado, cerca de la orilla izquierda del río Rin, y de la frontera con Francia y el estado de Baden Wurtemberg.